# Long Cay (ö i Belize, Belize, lat 17,33, long -88,17)
Long Cay är en ö i Belize. Den ligger i distriktet Belize, i den östra delen av landet, 60 km öster om huvudstaden Belmopan.